# Gil (Uruguay)
Pueblo Gil es una localidad uruguaya del departamento de Colonia.

## Ubicación
La localidad se encuentra situada en la zona suroeste del departamento de Colonia, próximo a las costas del Río de la Plata, entre los arroyos Conchillas y del Sauce, al norte de la localidad de Conchillas.

## Población
Según el censo de 2011, la localidad contaba con una población de 309 habitantes.
| 309           |
| (Fuente: INE) |